# Christian Duverger
Christian Duverger (Burdeos, 1 de marzo de 1948) es un antropólogo e historiador francés, especializado en civilizaciones mesoamericanas, profesor de antropología y director de estudios en la Escuela de Estudios Superiores en Ciencias Sociales.

## Datos biográficos
Christian Duverger nació en 1948 en Burdeos, Francia. Tiene un doctorado de la Universidad de París (Sorbona). Es profesor de la cátedra de antropología de Mesoamérica en la Escuela de Estudios Superiores en Ciencias Sociales. Se ha dedicado al estudio de las culturas precolombinas y ha realizado trabajos, en México y en América Central, en el ámbito de la arqueología y la antropología.
Fue consejero cultural de la embajada de Francia en México. Durante su estancia en ese país fue colaborador del Instituto Nacional de Antropología e Historia y profesor de la Escuela Nacional de Antropología e Historia y  Universidad Nacional Autónoma de México. También ha sido profesor en la Universidad de Guadalajara, Jalisco, México.
Actualmente es director del Centre de Recherches sur l’Amérique Préhispanique (CERAP) que es un centro de investigaciones  que usa recursos e investigadores de dos prestigiosas Universidades francesas: la École des Hautes Études en Sciences Sociales (EHESS) y la Universidad de París-Sorbonne (Paris IV). Actualmente realiza investigaciones con el CERAP en el sitio arqueológico de monte Albán en el estado de Oaxaca.

## Obra
- La flor letal
- El origen de los aztecas
- La conversión de los indios de la Nueva España
- Mesoamérica. Arte y antropología
- Agua y fuego
- Arte sacro indígena de México en el siglo XVI
- El primer mestizaje
- Cortés (biografía)
- Crónica de la eternidad (2012)

En esta última obra Duverger atribuye la autoría de la conocida obra de Bernal Díaz del Castillo, Historia Verdadera de la Conquista de la Nueva España, al propio conquistador de México, Hernán Cortés.